# 三島柴胡
三島柴胡，也叫鐮倉柴胡（日語：カマクラサイコ），是繖形科柴胡屬植物。原產日本、朝鮮半島、中國大陸；台灣也有引種栽培。其根部可作為柴胡入藥。
某些日本文獻把三島柴胡和紅柴胡、北柴胡等葉形細窄的東亞柴胡屬植物全部歸於鐮葉柴胡下，然而系統發生學研究表明這些都是獨立的物種。

## 變種
- 三島柴胡 Bupleurum stenophyllum var. stenophyllum：染色體數2n = 26，分佈於日本、朝鮮半島、中國東北。[1][6]
- 九州柴胡 Bupleurum stenophyllum var. kiusianum Kitag.：染色體數2n = 20，分佈於日本九州和山口縣、朝鲜半岛、中國東北。[1][2][6]
- 光果柴胡 Bupleurum stenophyllum var. leiocarpum X.J.He & C.B.Wang：染色體數2n = 26，分佈於四川。[3]
- 壹岐柴胡 Bupleurum stenophyllum var. obvallatum (Nakai) Kitag.：分佈於壹岐島。